# Stojan Łazarow
Stojan Iwanow Łazarow (bg. Стоян Иванов Лазаров; ur. 28 marca 1951 w Sztipie) – bułgarski zapaśnik walczący w stylu klasycznym. Olimpijczyk z Montrealu 1976, gdzie zajął ósme miejsce w kategorii do 62 kg.
Brązowy medalista mistrzostw Europy w 1975. Wicemistrz świata juniorów w 1969 roku.